# Борко Велевски
Борко Велевски - Горанов (Прилеп, 9. јул 1912 — планина Мукос, 14. септембар 1942), учесник Народноослободилачке борбе и народни херој Југославије.

## Биографија
Рођен је 1912. године у Прилепу, у сиромашној породици. Пошто је био одличан у основној школи, родитељи су чинили крајње напоре да заврши гимназију. Пошто је почео да чита марксистичку литературу, искључен је из седмог разреда гимназије. Уписао је војну школу у Новом Саду, али ни њу није завршио, па се вратио у Прилеп, где се запослио у дуванској индустрији.
Истовремено је радио на гајењу дувана, те је био један од организатора удружења произвођача дувана у Прилепу. Сезонски дувански радници тражили су да их предводи у штрајку, који је почео 4. априла 1938. године. Штрајкачи су тражили побољшање материјалног положаја. Борко, као један од руководилаца УРС-а, стао је на чело две хиљаде штрајкача и још хиљаду занатлија који су им се придружили. После месец дана штрајк је имао делимичне успехе, али је Борко добио отказ. Био је оптужен да је у говоре које је држао штрајкачима уносио „политичку садржину“. Због тога је ухапшен, али је убрзо био пуштен.
Последње две године уочи рата, постао је секретар удружења произвођача дувана, преко кога су се произвођачи борили за боље продајне цене дувана. Борко је био изабран за повереника при откупу дувана. Уочи Априлског рата био је често позиван на војне вежбе. Тада је већ био члан Комунистичке партије Југославије.
После окупације ступио је у прву партизанску чету на Селечкој планини, 12. септембра 1941. године. Пошто је био пешадијски наредник, био је војнички најприпремљенији партизан у чети. Обучавао је младе борце, који су 11. октобра извршили напад на Прилеп. У току 1941. и до септембра 1942. године, Борков одред предузимао је највише акција. Као командант Велешко−прилепског одреда „Димитар Влахов“, маја 1942. године постао је познат под псеудонимом Горанов.
У непријатељској офанзиви 14. септембра 1944. године, прва чета одреда „Димитар Влахов“ у којој је био и Борко, била је опкољена у непријатељском обручу на месту званом Сеченето, на планини Мукос. Бранећи одступницу, док су се партизани пробијали кроз обруч, Борко је пао смртно погођен митраљеским рафалом.
Указом Президијума Народне скупштине ФНР Југославије, 20. децембра 1951, проглашен је за народног хероја.